# Dominic Siegel
Dominic Siegel (* 1. Dezember 1995 in München) ist ein deutscher American-Football-Spieler auf der Position des Defensive Ends.

## Werdegang
Siegel, der in seiner Jugend beim FC Bayern München im Basketball aktiv war, begann 2017 in der zweiten Mannschaft der Munich Cowboys mit dem American Football.  Mit den Cowboys II wurde er als Rookie bayerischer Landesligameister. Anschließend wurde er in den GFL-Kader befördert, wo er mit 15 Tackles für Raumverlust und acht Sacks die Cowboys teamintern anführte. Für seine Leistungen wurde er in das GFL Süd All-Star Team gewählt.
Zur GFL-Saison 2019 wechselte Siegel zu den New Yorker Lions nach Braunschweig. Dort konnte er sich in den ersten sechs Spielen einen Stammplatz erarbeiten. Er verletzte sich im 8. Saisonspiel, wodurch er zum Rotationsspieler wurde. In 15 Spielen erzielte er 15 Tackles, darunter sieben Tackles für Raumverlust und einen Sack. Damit verhalf er den Lions zum Gewinn des German Bowl XLI. Nach einem Jahr kehrte Siegel zu den Cowboys zurück. Bei den Cowboys war Siegel in der Saison 2021 ein Leistungsträger. So führte er das Team in Tackles für Raumverlust (15) und Sacks (9) an. Nach Abschluss der regulären Saison wurde er in das GFL All-Star Team gewählt.
Im Januar 2022 wurde Siegel in den erweiterten Kader der deutschen Nationalmannschaft berufen. Zwei Monate später wurde er von den Vienna Vikings aus der European League of Football (ELF) als Neuzugang vorgestellt. Siegel fungierte als Stammspieler auf der Position des Defensive Ends. In sechs Spielen für die Vikings verzeichnete er sieben Tackles, anderthalb Sacks, einen Forced Fumble sowie einen Special-Teams-Touchdown. Beim Spiel gegen die Barcelona Dragons in der sechsten Spielwoche zog er sich eine Knieverletzung zu, die ihn zum vorzeitigen Saison-Aus zwang. In seiner Abwesenheit zogen die Vikings in die Playoffs ein und gewannen schließlich die ELF-Meisterschaft.
Für die Saison 2023 unterschrieb Siegel einen Vertrag beim neu gegründeten ELF-Franchise Munich Ravens.

## Privates
Siegel studierte im Bachelor Volkswirtschaftslehre und war anschließend Absolvent des Masterstudiengangs Economics an der Ludwig-Maximilians-Universität München.